# The sensual world
The sensual world is het zesde album van singer-songwriter Kate Bush en dateert uit 1989.
Het album behaalde de 2e positie in de hitlijsten van het Verenigd Koninkrijk en de 16e in de Nederlandse album top 100. In de Verenigde Staten behaalde het de 43ste positie op de Billboard 200.

## Achtergrond
Het nummer The sensual world is gebaseerd op Ulysses van James Joyce en bevatte origineel het monoloog van Molly Bloom. Echter, om auteursrechtschending te voorkomen schreef Bush een gelijksoortige tekst. Wel ontleende zij een aantal regels van het gedicht And did those feet in ancient time van William Blake. In het nummer zijn grotendeels Ierse muziekinstrumenten te horen, waaronder Uilleann pipes, de fiddle en de tinwhistle. In 2011 nam Bush het nummer opnieuw op voor het album Director's cut, dit maal wel het monoloog van Molly Bloom gebruikende.
De nummers Deeper understanding, Never be mine en Rocket's tail bevatten vocalen van het Bulgaarse koor Trio Bulgarka.
Het nummer This woman's work was origineel geschreven voor de film She's Having a Baby uit 1988.

## Singles
The sensual world werd als debuutsingle uitgebracht. Het behaalde de no. 12-positie op de UK singles chart, de 17e positie in de Nederlandse top 40 en de 23ste positie in de Belgische Radio 2 Top 30.
De tweede single werd This woman's work dewelke de 25ste positie behaalde in het Verenigd Koninkrijk. In 2005 behaalde het de 3e positie op de UK official download chart.
De laatste single van het album werd Love and anger, dewelke de 38ste positie behaalde in het Verenigd Koninkrijk.

## Receptie
In 1991 ontving Kate Bush een Grammy Award nominatie voor dit album. Ook werd zij genomineerd op de Brit Awards als beste producer en voor het beste album van het jaar.

## Nummers
1. "The sensual world"
2. “Love and anger”
3. "The fog"
4. "Reaching out"
5. "Heads we're dancing"
6. "Deeper understanding"
7. "Between a man and a woman"
8. "Never be mine"
9. "Rocket's tail"
10. "This woman's work"
11. "Walk straight down the middle"

## Trivia
- Musici op het album zijn onder andere David Gilmour, Michael Kamen, Mick Karn, Nigel Kennedy, Dónal Lunny, Michael Nyman, Davy Spillane, Alan Stivell, Eberhard Weber en Bill Whelan.